# OPEN YOUR MIND 〜小さな羽根ひろげて〜
「OPEN YOUR MIND 〜小さな羽根ひろげて〜」（オープン ユア マインド ちいさなはね-）は、石田燿子の12作目のシングル。2005年1月26日にジェネオンエンタテインメントからリリースされた。

## 解説
- 「OPEN YOUR MIND 〜小さな羽根ひろげて〜」は、テレビアニメ『ああっ女神さまっ』のオープニングテーマ、「願い」は、同アニメエンディングテーマとして採用されている。
- 「OPEN YOUR MIND 〜小さな羽根ひろげて〜」の作曲には『サクラ大戦』等で知られる田中公平を起用している。
- また、自身の3rdアルバム『Single Collection』にも収録されている。

## 収録曲
1. OPEN YOUR MIND 〜小さな羽根ひろげて〜 [4:17] 
作詞：石田燿子、作曲：田中公平、編曲：岸村正実・浜口史郎
2. 願い [3:46] 
  - 作詞：石田燿子、作曲・編曲：多田彰文
3. OPEN YOUR MIND 〜小さな羽根ひろげて〜（Instrumental）
4. 願い（Instrumental）

## カバー
- 鈴木みのり - 2022年6月1日発売のシングル『BROKEN IDENTITY』（初回限定盤A）付属のBDに収録されている。